# Bent Grasten
Bent Grasten (født Petersen 2. januar 1925, død 8. oktober 2004) var en dansk manuskriptforfatter, der sammen med Kirsten Stenbæk, har skrevet manuskript til filmene Lenin, din gavtyv! fra 1972 og Kærlighed ved første desperate blik fra 1994. Han er far til filmproducenten Regner Grasten og bror til skuespilleren/komikeren Kjeld Petersen.